# Барабаш Віталій Степанович
Віталій Степанович Барабаш (23 червня 1978, с. Новоселівка Перша, Донецька область, Україна — очільник Авдіївської військової адміністрації (з 1 червня 2020 року).

## Біографія
Народився 23 червня 1978 року в селі Новоселівка Перша на Донеччині. 

## Освіта
Закінчив Донецький національний університет економіки і торгівлі імені Михайла Туган-Барановського за спеціальністю «Харчові та переробні виробництва». 
Другу вищу освіту за спеціальністю «Публічне управління та адміністрування» здобув пізніше у Маріупольському державному університеті.

## Трудова діяльність
У 1996-1997 роках ніс строкову службу, а згодом почав жити в Донецьку, де займався бізнесом. В реєстрах можна знайти пов’язані з посадовцем у різні роки компанії, що займалися консультуванням з питань комерційної діяльності й керування, будівництвом житлових і нежитлових будівель, виробництвом меблів тощо.

## Участь у АТО
Після початку російської агресії у 2014 році Віталій Барабаш переїхав до Києва. Згодом вирушив на фронт — брав участь у боях в Авдіївській промзоні, Пісках, Мар’їнці.

## Політична діяльність
2012 рік — член ради Донецького обласного осередку ГО «Фронт змін», згодом керував донецькою міською організацією та був членом ради Донецької обласної партійної організації.
2012-2014 роки — помічник народних депутатів від «Батьківщини» Михайла Апостола та Геннадія Зубка. 
2014-2019 роки — помічник народного депутата  від Блоку Петра Порошенка Дмитра Лубінця.
2018 рік — голова Донецької обласної організації Соціалістичної партії України.
З 25 травня 2020 року молодший лейтенант запасу Віталій Барабаш уклав контракт із ЗСУ та 1 червня очолив військово-цивільну адміністрацію Авдіївки.
30 березня 2022 року Барабаша призначили начальником новоутвореної Авдіївської міської військової адміністрації.

## Сім'я
Віталій Барабаш одружений та має трьох дітей. 
Друга дружина посадовця Ганна Барабаш родом з півдня Донеччини. Зараз вона обіймає пост заступниці Керівника Секретаріату Уповноваженого з прав людини Дмитра Лубінця. Також вона очолює профспілку працівників Секретаріату. Батько Ганни Вадим Цибалов був депутатом Мангушської селищної ради від партії «Наш край». Разом з дружиною Вікторією та другою донькою Надією він володіє компанією «Донецький степ», зареєстрованою в тимчасово окупованій Юр’ївці. За даними аналітичної системи YouControl, у жовтні 2023 року підприємство було перереєстроване в Росії, і Цибалов досі фігурує в документах як його голова.